# Уникум (фильм)
«У́никум» — советский художественный фильм, снятый в 1983 году. Фантастическая комедия по повести Александра Житинского «Снюсь».

## Сюжет
Константин Шапошников — талантливый программист, на труде которого паразитирует штат бездельников, целый отдел некоего советского НИИ. После успешного пуска новой программы, которому предшествовал напряжённый творческий поиск, ненормированный рабочий день и бессонница, сновидения программиста Шапошникова транслируются  (телепатируются) окружающим. Наибольший резонанс это вызывает у коллег по работе, поскольку в «общих снах» присутствуют знакомые персонажи, однако из развлекательного досуга этот дар Шапошникова решением Общего собрания трудового коллектива переводится на меркантильные цели (присниться начальству так, чтобы всему Отделу выписали премию). Успешно выполнившего это задание телепата увольняют из НИИ с формулировкой «По собственному желанию».
Красивая и молодая сотрудница Яна (живущая с родителями и подрабатывающая натурщицей для надгробных памятников, творческая натура, слушающая «Пинк Флойд» на катушечном магнитофоне) не упустила и перспективного Шапошникова. После измены Костя уходит из семьи, оставив жену и дочь.
Далее масштаб коммерции лишь разрастается от индивидуальных заказных до коллективных снов с эстрады.
Лишь встретив параноидально свихнувшегося на «коллективных снах по Дюма» мушкетёра Павлика и услышав от его старенькой мамы, что обезумевший Павлик в погоне за иллюзией бросил семью и дочь, Шапошников приходит в себя. Окончательно способствует прозрению ария «Смейся, паяц!», которую Константин услышал по телевизору после научного репортажа о себе как феномене.

## История создания
В 2011 году Виталий Мельников вспоминал: «Больше всего редакторы боялись снов. Они беспокоились о том, что зрители будут толковать эти сны вкривь и вкось, что они будут искать намёки на всякую антисоветчину и потом клеветать на нашу действительность. Словом, к снам они были беспощадны и удаляли их под всякими предлогами. В результате получился фильм про сны, но без снов. Картину попросту замучили. Замученная комедия — это уже не комедия, это уже другой жанр! Многие зрители всё-таки что-то поняли тогда в нашем «Уникуме». Я получал хорошие, умные письма. Конечно, мне следовало быть дальновиднее. Пытаться сделать в те времена картину с элементами сатиры — это верх наивности».

## В ролях
- Василий Бочкарёв — Константин Петрович Шапошников
- Евгения Глушенко — Татьяна Шапошникова
- Ольга Старостина — Лена Шапошникова
- Татьяна Плотникова — Яна
- Станислав Садальский — Василий Иванович Китаев
- Галина Волчек — Эмма Фёдоровна
- Иннокентий Смоктуновский — Сан Саныч
- Светлана Крючкова — Эвелина Романовна
- Михаил Козаков — Иосиф Тимурович Петров, гипнотизёр
- Евгений Леонов — директор НИИ
- Юрий Богатырёв — Павел Егорович
- Нина Русланова — председатель худсовета
- Баадур Цуладзе — Автандил Шалвович Цуладзе
- Борислав Брондуков — Пётр Фомич
- Алла Мещерякова — Попкова, сотрудница НИИ
- Зинаида Шарко — мать Павлика
- Екатерина Дурова — сотрудница НИИ
- Василий Корзун — Иван Митрофанович, бас
- Ольга Волкова — член худсовета

## Съёмочная группа
- Режиссёр-постановщик: Виталий Мельников
- Авторы сценария: Александр Житинский, Виталий Мельников (участие).
- Оператор-постановщик: Константин Рыжов
- Художник-постановщик: Берта Маневич
- Композитор: Виктор Кисин